# Helm

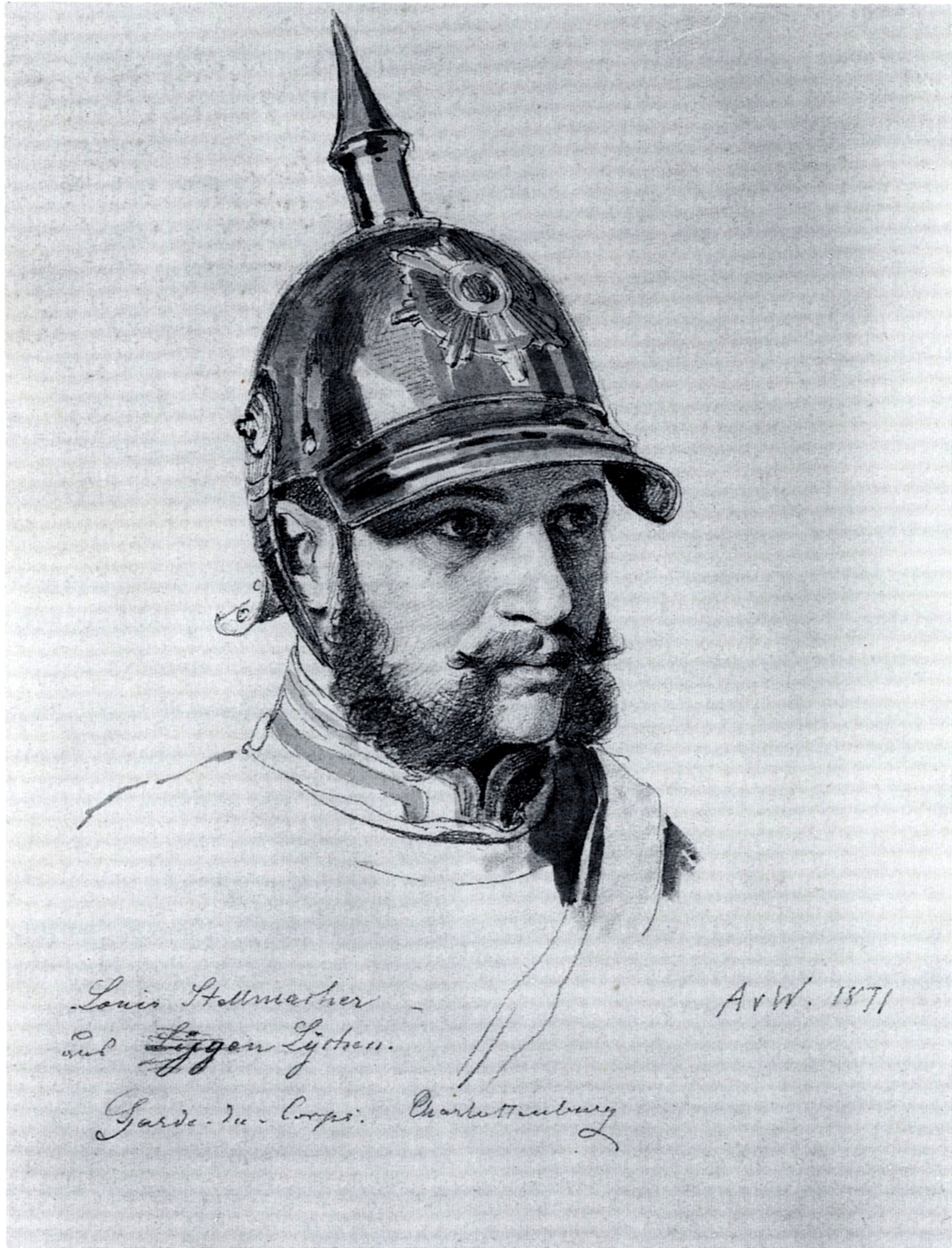
Helm des preußischen Garde-Du-Corps, Zeichnung von Anton von Werner, 1871

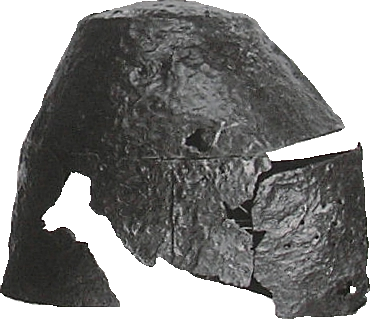
Hochmittelalterlicher Topfhelm

Ein Helm ist eine stabile, schützende Kopfbedeckung gegen mechanische Einwirkungen und somit Teil der Schutzkleidung, im militärischen Bereich auch Teil der Uniform. Für verschiedene Tätigkeiten gibt es eine Helmpflicht.
Ursprünglich nur im militärischen Bereich genutzt, leistet heute der Helm auch im zivilen Bereich einen Beitrag zum Schutz vor (Kopf-)Verletzungen. Helme bestanden ursprünglich aus Leder, Kupfer, Bronze, Eisen oder Stahl, aber auch aus verstärkten Textilien und sogar aus Gold. Paradehelme dienen der Repräsentation und nicht mehr nur dem Schutz.
Heute bestehen Helme in der Regel aus Kunstharz, der mit widerstandsfähigen Fasern, zum Beispiel aus Aramid („Kevlar“) verstärkt ist. Bei Soldaten dient der Helm nicht primär dem Schutz vor direkt eintreffenden Projektilen, da die Durchschlagskraft üblicher Gewehrkaliber zu groß ist, sondern vor umherfliegenden Splittern, Gegenständen und Querschlägern, sowie Pistolenmunition.

## Geschichte des Helms

### Frühe Helme

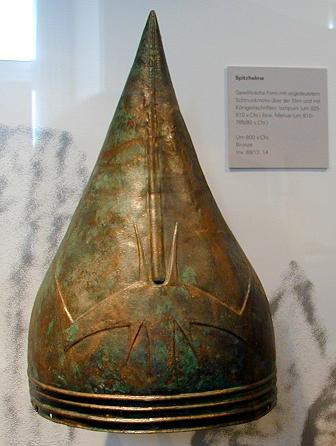
Spitzhelm, 8. Jh. v. Chr., Bronze

Es ist anzunehmen, dass die Menschen bereits seit vor- und frühgeschichtlicher Zeit versucht haben, die empfindliche Kopfpartie vor Waffenwirkung zu schützen. Dabei dürfte man Kopfbedeckungen aus verstärkten Textilien, Fell, Leder und ähnlichem verwendet haben. Homer beschreibt in der Ilias Filzkappen, die mit Lederstreifen überzogen waren, auf denen bei herausragenden Helden Reihen von Wildschweinhauern befestigt waren.
Die ältesten erhaltenen Helme stammen aus dem sumerischen Kulturraum. Die Sumerer benutzten seit Anfang des 3. Jahrtausend v. Chr. schlichte Bronzehelme mit Ohrenschutz, die Stirn und Gesicht aber ungeschützt ließen. Für Angehörige der sumerischen Oberschicht wurden offenbar Helme aus Gold angefertigt. In derselben Epoche dürften auch die Ägypter Bronzehelme verwendet haben, zudem kamen Kopfbedeckungen aus verstärktem Leinen zum Einsatz. Die ersten Eisenhelme wurden wahrscheinlich seit dem 14. Jahrhundert v. Chr. von den Hethitern verwendet. Von den schlichten, konischen Helmen der Hethiter wurden manche offenbar mit Hörnern versehen. Auch die Dorer, die seit dem 12. Jahrhundert v. Chr. in das heutige Griechenland vordrangen, benutzten Eisenhelme. Die dort vorherrschende Mykenische Kultur verwendete noch Bronzehelme, zudem kamen Lederhelme zum Einsatz, an deren Außenseite die Zähne von etwa 30 bis 40 Ebern angebracht waren und die deshalb Eberzahnhelme genannt werden. Einer der ältesten Helme aus dem Gebiet nördlich der Alpen stammt aus Thonberg in Oberfranken. Dieser Bronzehelm aus der Urnenfelderzeit stammt aus dem 12. Jahrhundert vor Christus. Er ist rund und relativ schmucklos.

### Antike griechische Helme

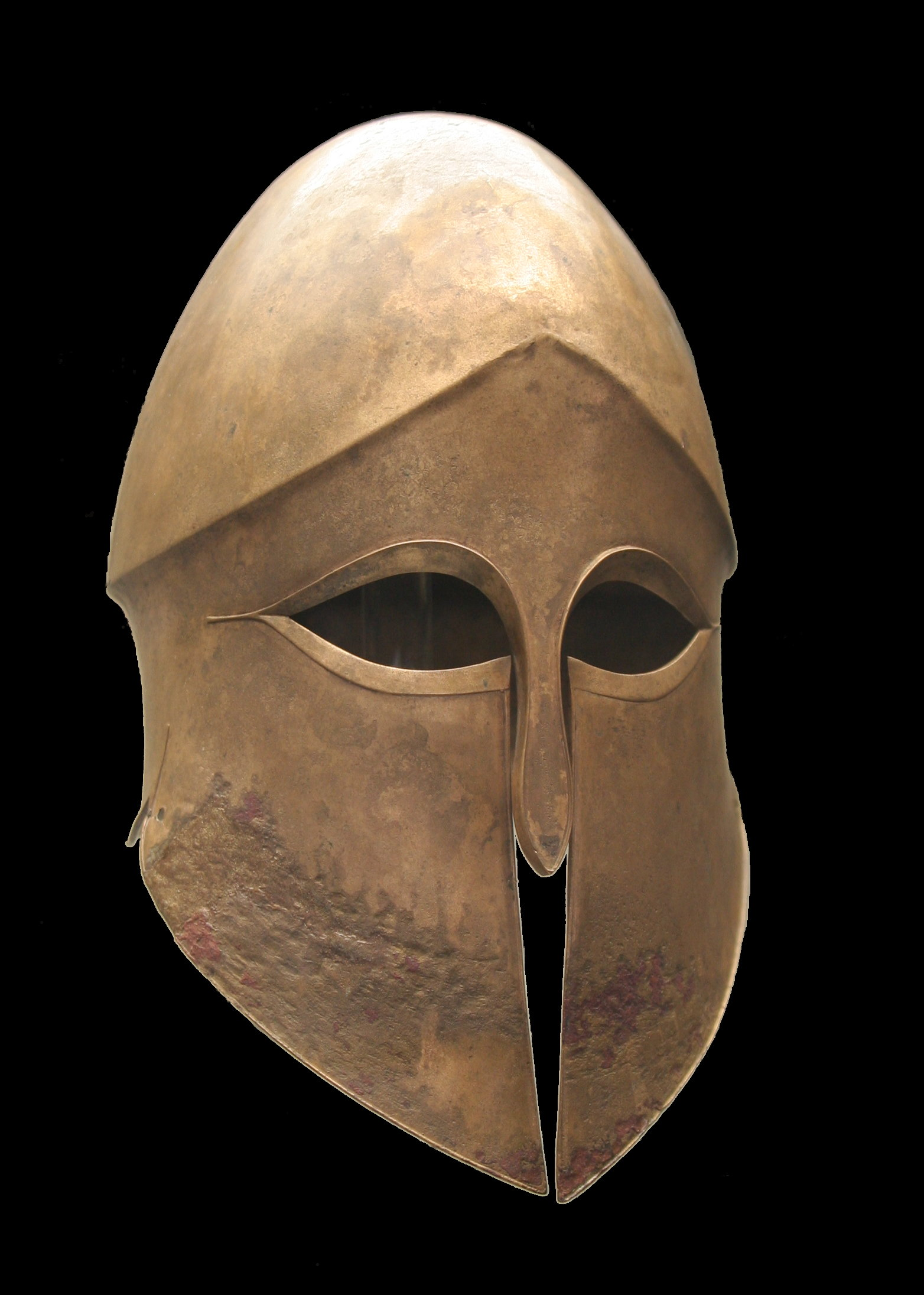
Korinthischer Helm

Durch die Einwanderung der Dorer wurde im griechischen Kulturkreis die Eisenzeit ausgelöst, doch fertigten die Griechen noch jahrhundertelang Helme aus Bronze. Es entstanden verschiedene Helmarten, die nach der jeweiligen griechischen Region benannt sind, in der sie zuerst gebräuchlich wurden. Bei dem korinthischen Helm handelt es sich um den wohl bekanntesten griechischen Helmtypus. Er entstand zu Beginn des 7. Jahrhunderts v. Chr. und wurde aus einer einzigen Bronzeplatte geschmiedet. Der korinthische Helm richtete sich stark nach der menschlichen Schädelform und schützte mit seinen Wangenstücken und dem Nasenteil einen Großteil des Kopfes. Wie die meisten griechischen Helme war er häufig mit einer Pferdemähne (Lophos) verziert. Aus dem korinthischen Helm entwickelten sich der chalkidische und der attische Helm, die ihrem Träger ein größeres Blickfeld ließen. Alle diese Helmarten ließen sich leicht bis zur Stirn zurückziehen, um in einer Gefechtspause ein uneingeschränktes Blickfeld und eine ungehinderte Atmung zu ermöglichen. Im 4. Jahrhundert v. Chr. lösten sie den korinthischen Typ weitestgehend ab, zusammen mit dem thrakischen Helm, welcher auch als phrygischer Helm bezeichnet wird. Letzterer wurde zwar von den Griechen selbst erfunden, erinnerte teilweise an die traditionelle Filzmütze der Thraker (eine Form der phrygischen Mütze), mit seinen langen Wangenstücken und der hohen, häufig nach vorne gebogenen Helmglocke. Daneben existierten (wie fast immer) auch zahlreiche Mischformen, welche Merkmale verschiedener Gattungen aufwiesen.
In der Mitte des 4. Jahrhunderts v. Chr. kam im griechischen Kulturkreis der böotische Helm auf, der vom Gesicht nur die Stirn schützte und das Sichtfeld nicht einschränkte. Da für die Reiterei eine ungehinderte Sicht wichtiger war als für die in einer dichten Phalanx kämpfenden Hopliten, wurde der böotische Helmtypus bei ihr schnell beliebt. Trotzdem verwendeten Reiter dieser Zeit auch die oben genannten Helmtypen.

### Römische Helme(cassis)

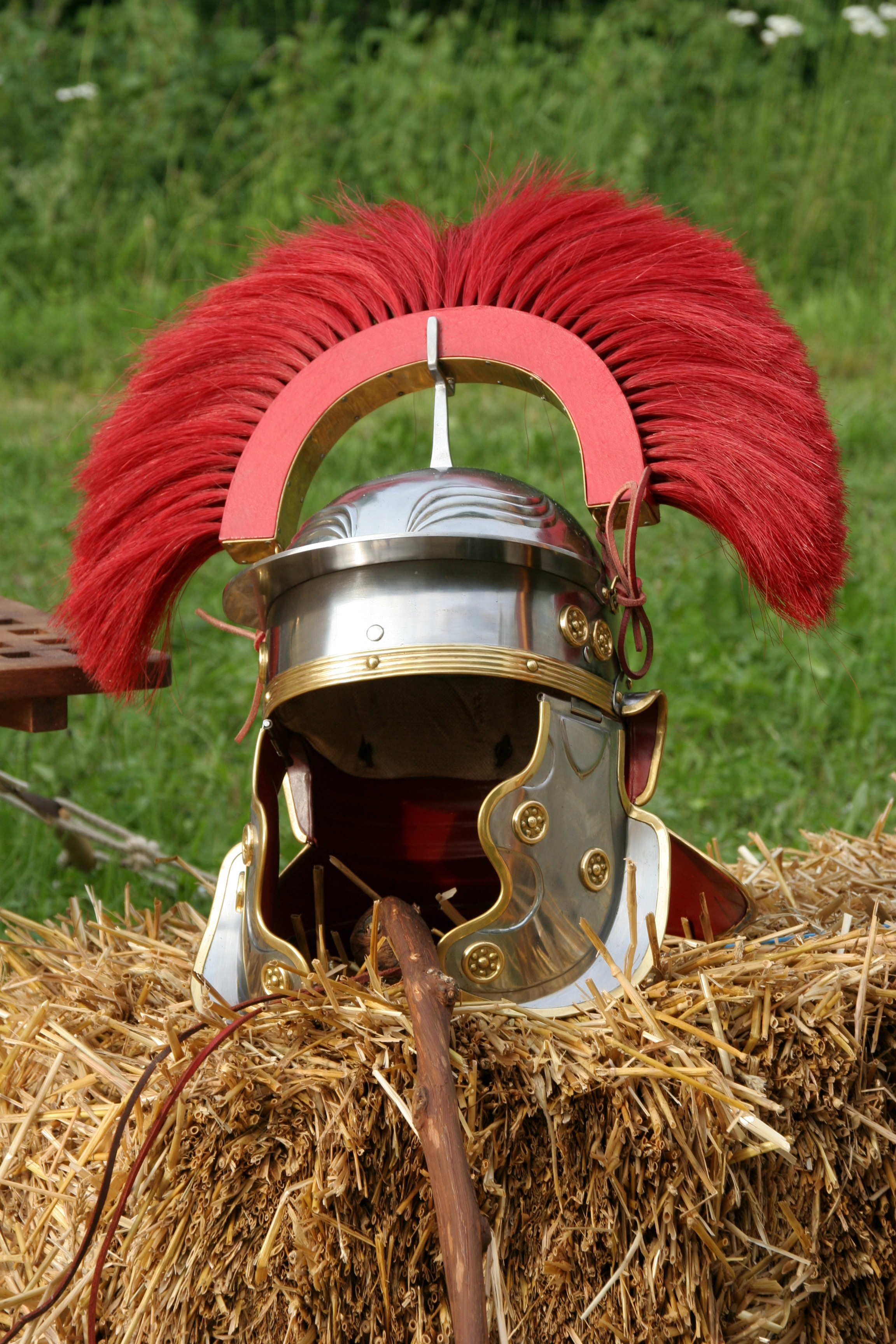
Helm eines Centurios (Nachbildung) aus der Kaiserzeit, mit querliegendem Helmbusch (crista transversa(ria))

Die Helme der Römer wurden in der frühen römischen Geschichte stark von anderen Kulturen beeinflusst, besonders von der etruskischen, keltischen und griechischen. Varianten des chaldikischen und des attischen Helms waren bei den Römern als Cassis üblich, sowie der Etrusko-Korinthische Helm und schlichte konische Helme. Unter keltischem Einfluss wurde von den Fußsoldaten ab dem 4. Jahrhundert v. Chr. der Helm Typ Montefortino, ein sehr einfacher Helm mit Wangenklappen, bevorzugt, während Offiziere und Reiterei weiterhin besonders Helme wie den attischen trugen. Alle diese Helme konnten mit Federn bzw. Pferdehaar (crista) verziert sein und besaßen meist hochklappbare Wangenstücke.
Nach der Eroberung Galliens durch Gaius Iulius Caesar im 1. Jahrhundert v. Chr. ließen die Römer dort einheitliche Helmtypen produzieren. Zunächst war das der Hagenau/Coolus-Typ, ein Bronzehelm mit runder Glocke und Wangenklappen keltischen Stils, welche mit Lederbändern zusammengebunden werden konnten. Er besaß außerdem einen fast waagrechten Nackenschutz, einen nur angedeuteten Augenschirm und oben eine Spitze, an der man einen herabhängenden Schweif aus Pferdehaar befestigen konnte. Bald ging man dazu über, diese Helmzier nur mehr bei Paraden zu tragen. Ab dem 1. Jahrhundert wurden Eisenhelme verwendet, bekannt als Kaiserlich-Gallische Helme (Weisenau). Diese ähnelten dem Coolus-Helm, besaßen jedoch zunächst eine flachere Glocke. Bald wurde die Glocke aber wieder höher, und der Nackenschirm zeigte mehr nach unten. Außerdem konnte der Helm einen angedeuteten Helm haben sowie bronzene Beschläge (als Verzierung und Verstärkung) und Ohrenschutz. Eine beliebte Verzierung waren vorne eingravierte „Augenbrauen“. Die Helme wurden bald auch von italienischen Schmieden nachgebaut. Diese waren mit traditionell-italienischen Wangenklappen ausgestattet und oft von niedrigerer Qualität als die Originale.
Gegen Ende des weströmischen Reiches wurden spätantike Kammhelme getragen. Bei diesen setzte sich die sehr hohe Helmglocke aus zwei Hälften zusammen, die Wangenstücke waren ziemlich groß und unbeweglich, der Nackenschutz hingegen kurz und durchgehend fast senkrecht. Auf die Vorderseite konnten angedeutete Augen als Zierde eingraviert sein.
Die Römer scheinen als erstes Volk dazu übergegangen zu sein, spezialisierte Helmarten anzufertigen, insbesondere für Gladiatorenkämpfe. Der bekannteste Gladiatorenhelm ist der des Murmillo. Dieser Helm besitzt einen großen Stirn- und Nackenschutz und einen gitterartigen Gesichtsschutz. Zudem ist er mit einem großen Kamm ausgestattet, der mit einer Helmzier versehen werden konnte.

### Völkerwanderung und Frühmittelalter

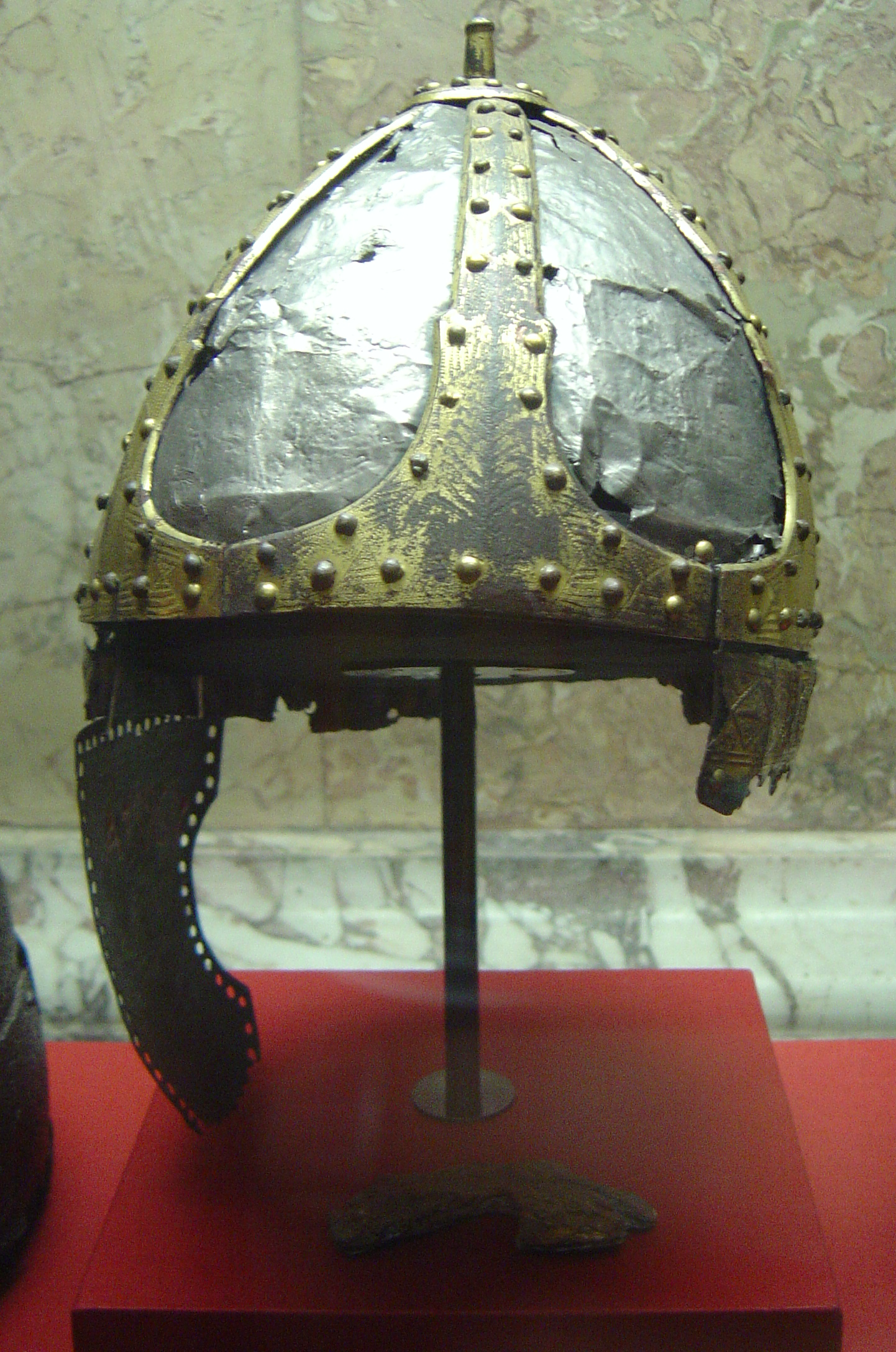
Spangenhelm im Kunsthistorischen Museum Wien ca. 500 n. Chr.

Der dominierende Helmtypus dieser Zeit war der von den Sarmaten eingeführte Spangenhelm, der sowohl bei Römern und Byzantinern als auch bei den germanischen Völkern rege Verbreitung fand. Dieser Helm bestand aus 3–6 durch einen Stirnreif fixierten Metallbügeln. Die Lücken zwischen Stirnreif und Metallbügeln wurden mit Metallplatten verschlossen. Spangenhelme verfügten oftmals über flexible Backenstücke und einen Nackenschutz aus Kettengeflecht. Seit dem 6. Jahrhundert wurden in Westeuropa neben Spangenhelmen und verwandten Typen, wie Bandhelmen auch Lamellenhelme eingesetzt. In Skandinavien und im angelsächsischen Bereich wurden während der Vendelzeit und Wikingerzeit sogenannte nordische Kammhelme verwendet, die zum Teil mit einem speziellen Augenschutz (Brillenhelm), einem Gesichtsschutz aus Kettengeflecht oder eine anthropomorphen Gesichtsmaske (Maskenhelm) versehen waren. Ein karolingischer Helmtyp der Franken ist im Goldenen Psalter von St. Gallen und in der Vivian-Bibel, also auf Abbildungen des 9. Jahrhunderts überliefert. Funde dieses Helmtyps liegen nicht vor. Im Leidener Makkabäer-Codex aus dem frühen 10. Jahrhundert werden zahlreiche Krieger mit Bandhelmen abgebildet. Im slawischen Bereich sind aus dem frühen Mittelalter (etwa 10. bis 11. Jahrhundert) spitzkonische Helme bekannt, die aus mehreren Segmenten bestehen. Funde solcher Helme stammen etwa aus den polnischen Orten Olszówka und Gorzuchy. Der Helm des hl. Wenzel (Prag) zählt zu den ältesten Helmen konischer Form.

### Hochmittelalterliche Helme

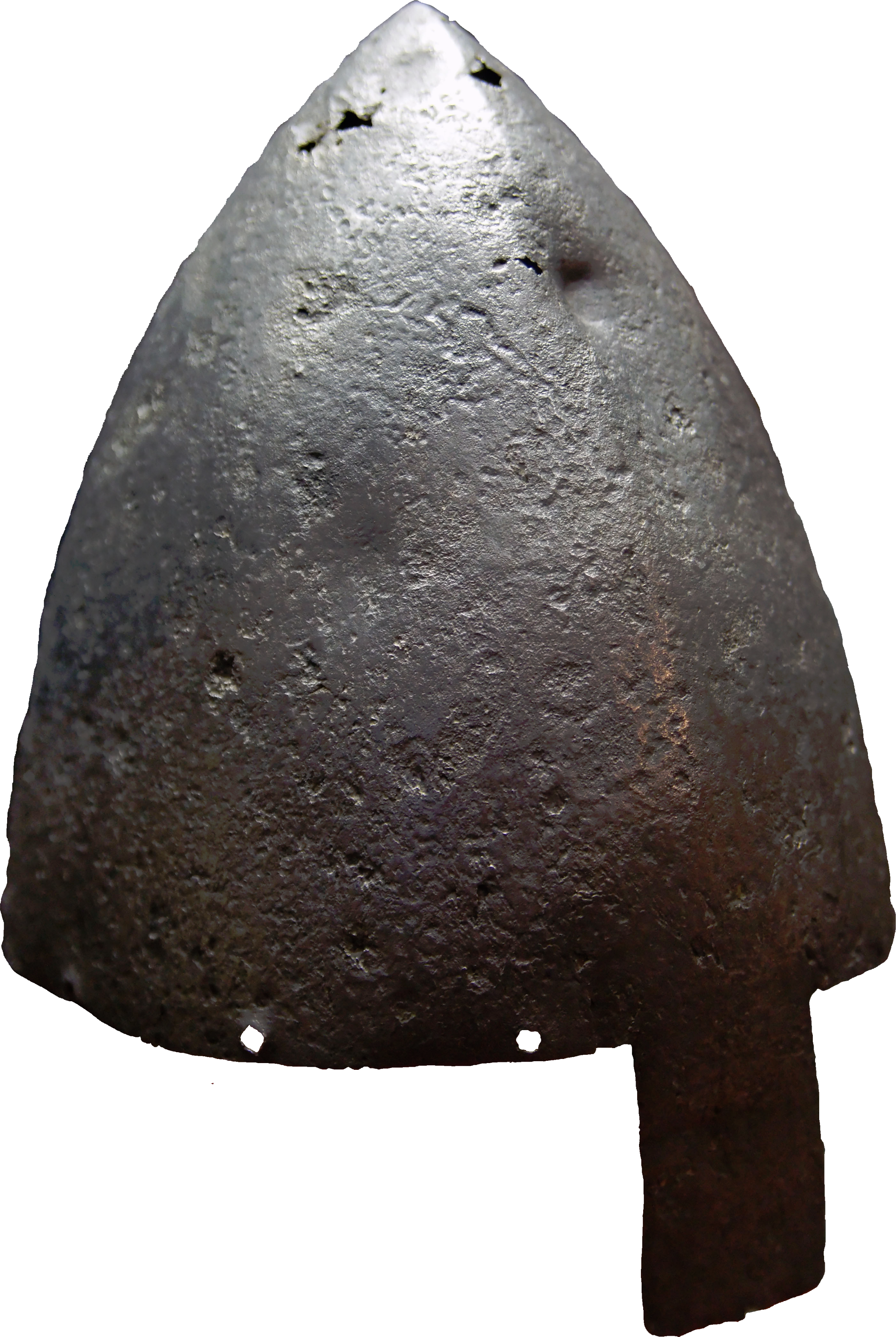
Nasalhelm aus dem 11. Jahrhundert

Im Hochmittelalter wurde die Schmiedekunst verbessert, sodass ab dem 10. Jahrhundert n. Chr. konische Helme auftauchten, die aus einer einzigen Eisenplatte gefertigt wurden. Zudem wurde es üblich, Spangenhelme und auch die neuen Helme aus einer Platte mit einem Nasenschutz zu versehen, der zum unteren Ende hin immer breiter wird. Dieser hochmittelalterliche Nasalhelm wird manchmal fälschlicherweise als Normannenhelm bezeichnet, obwohl er im Hochmittelalter in Europa weit verbreitet war. Im 12. Jahrhundert traten neben den konischen Nasalhelm zylindrisch geformte Helme. Diese Helme besaßen zunächst auch ein Nasenstück, das schnell von einem fixierten Visier mit Seh- und Luftschlitzen verdrängt wurde. Daraus entwickelte sich der Topfhelm, der im Laufe der Zeit der Schädelform leicht angepasst wurde und deshalb nicht mehr zylindrisch war. Etwa zur selben Zeit entstanden Helmarten wie der schlichte Eisenhut mit breiter Krempe und die dem Schädel angepasste, konische Beckenhaube, die bis auf das Gesicht den gesamten Kopf schützte und oftmals unter dem Topfhelm getragen wurde. Der Topfhelm blieb bis in das 14. Jahrhundert hinein der effektivste Kopfschutz des europäischen Ritters.

### Helme des Spätmittelalters und der frühen Neuzeit

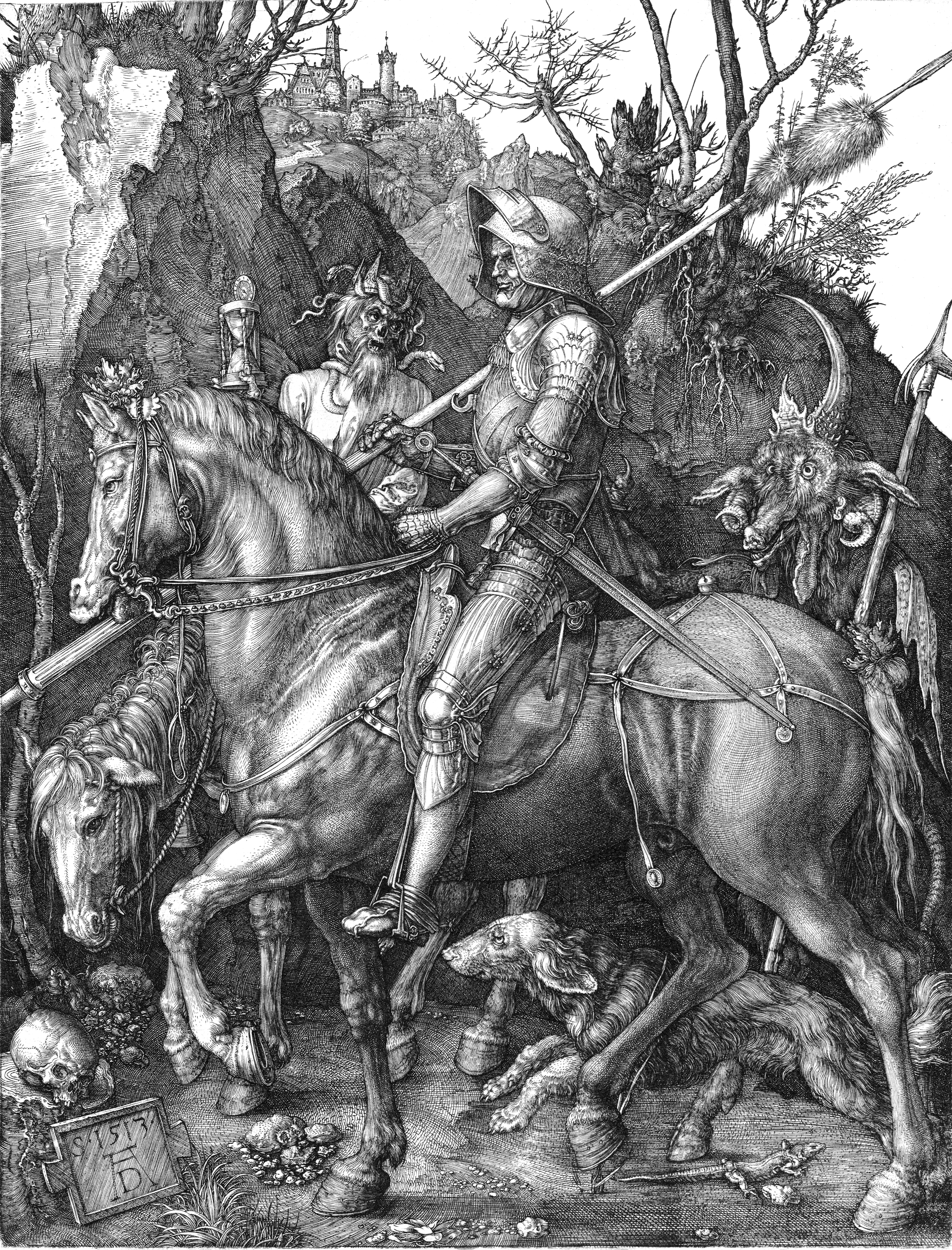
Ritter mit Schaller, Spätmittelalter, Albrecht Dürer

In der Mitte des 14. Jahrhunderts entwickelte sich aus der schlichten Beckenhaube die so genannte Hundsgugel mit spitz zulaufender Glocke und einem langen, hundeschnauzeartigen Visier. Die Hundsgugel wurde meistens durch ein Kettengeflecht zum Schutz von Hals und Nacken ergänzt und bot eine bessere Sicht und besseren Schutz als der Topfhelm. Zudem wurden spezielle Turnierhelme geschmiedet wie zum Beispiel der Froschmaulhelm, der über zehn Kilogramm wiegen konnte.
In der ersten Hälfte des 15. Jahrhunderts kamen Helme wie der Armet und der Schaller auf, welche die Hundsgugel verdrängten. Der Armet umschloss den gesamten Kopf und besaß ein hochklappbares Visier. Aus dem wegweisenden Armet sollte später der geschlossene Helm hervorgehen. Der stromlinienförmige Schaller entstand aus dem Eisenhut und wurde durch einen am Brustpanzer befestigten Kinn- und Halsschutz vervollständigt. In der Mitte des 15. Jahrhunderts kam in Italien die Barbuta auf, die ganz im Sinne der Renaissance an den antiken korinthischen Helm erinnert. Zu Beginn des 16. Jahrhunderts entstand der geschlossene Helm, bei dem das Visier und der Kinnschutz an derselben Stelle seitlich am Helm fixiert waren. Der geschlossene Helm wurde schnell zum wichtigsten Kopfschutz der schweren Reiterei und existierte in mehreren Varianten.
Im weiteren Verlauf des 16. Jahrhunderts kamen schlichtere Helme auf, die zumeist vom Fußvolk verwendet wurden. Dazu zählten der Birnhelm (Cabasset) mit hoher, spitz zulaufender Glocke und schmaler Krempe und der Morion mit an Vorder- und Hinterseite spitz zulaufender Krempe und mit hohem Kamm in seiner bekanntesten Variante. Da die Schlachten im Laufe des 16. Jahrhunderts immer stärker von Formationskämpfen und Sichteinschränkungen durch Pulverdampf geprägt wurden, wählten viele Reiter ab der Mitte des Jahrhunderts die offene Sturmhaube als Kopfschutz. Die Sturmhaube verfügte über einen Nacken- und Wangenschutz und einen Augenschirm. Diesen Helm gab es als Variante mit einem nach unten aufklappbaren Visier. Der geschlossene Helm wurde bis in das 17. Jahrhundert hinein verwendet, da er den besten Schutz bot, doch wurden Helme, die eine uneingeschränkte Sicht garantierten, immer gebräuchlicher. In der ersten Hälfte des 17. Jahrhunderts wurden fast nur noch Varianten der Sturmhaube und der aus Ungarn stammenden Zischägge verwendet, die ebenfalls über Nacken- und Wangenschutz sowie einen Augenschirm verfügte.
In der zweiten Hälfte des 17. Jahrhunderts kamen Rüstungen und somit auch Helme fast gänzlich außer Gebrauch. Als Ausnahme lassen sich die schweren Helme nennen, die von manchen Sappeuren bei Belagerungen getragen wurden. Auch die Reiterei hielt vereinzelt am Tragen eines Helmes fest, doch geschah dies eher aus repräsentativen Gründen. Im 18. Jahrhundert ging man vereinzelt dazu über, bei der Brandbekämpfung Helme zu tragen. Die Österreicher trugen speziell in den Türkenkriegen bis zum Ende des 18. Jahrhunderts schwere Helme. Es gab allerdings auch hier eine Metallversion für die Kürassiere.

### Übersicht über spezifische historische Helmtypen

#### Antike
- Attischer Helm
- Böotischer Helm
- Chalkidischer Helm
- Eberzahnhelm
- Gallischer Helm
- Guisborough-Theilenhofen (Helm)
- Illyrischer Helm
- Ionischer Helm
- Kammhelm, spezieller Helmtypus
  - Etruskischer Kammhelm
  - Spätrömischer Kammhelm
- Kesselhelm
- Kolbenturnierhelm, in der Heraldik auch Bügel- oder Spangenhelm genannt, allerdings nicht mit den spätantiken Helmtypen Kammhelm (selten auch „Bügelhelm“ genannt) und Spangenhelm zu verwechseln, wird als gebräuchlicher Turnierhelm bezeichnet
- Korinthischer Helm
- Maskenhelm – auch Mittelalter
- Montefortino (Helm)
- Niederbieber (Helm)
- Phrygischer Helm – auch Mittelalter
- Spangenhelm – auch Frühmittelalter
- Thrakischer Helm
- Villanova-Helm
- Weisenau (Helm)

#### Mittelalter

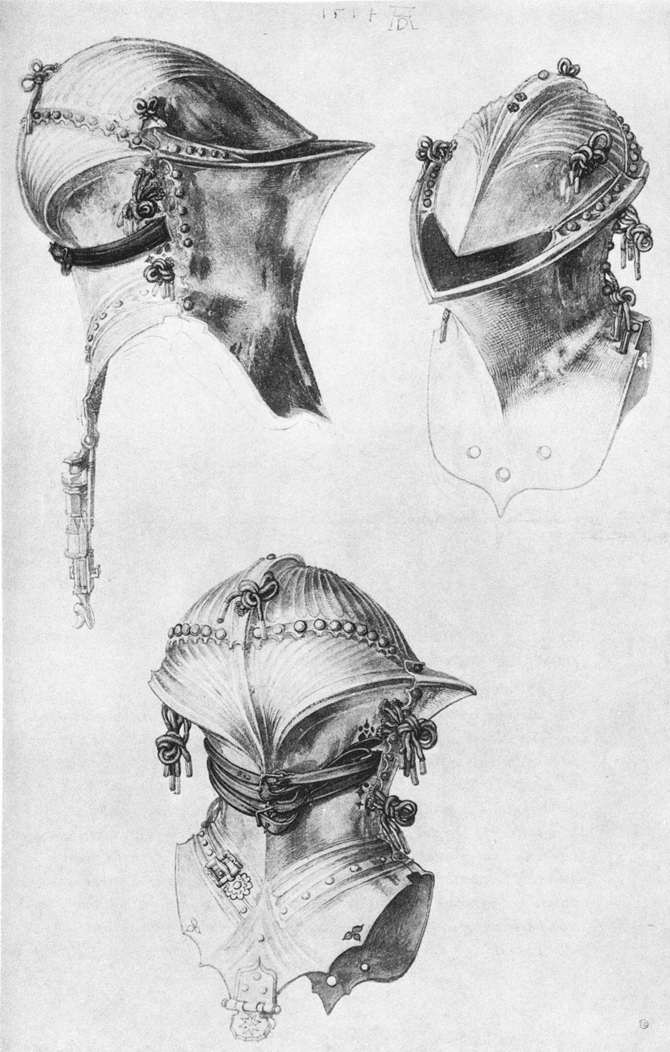
Stechhelmzeichnung von Dürer

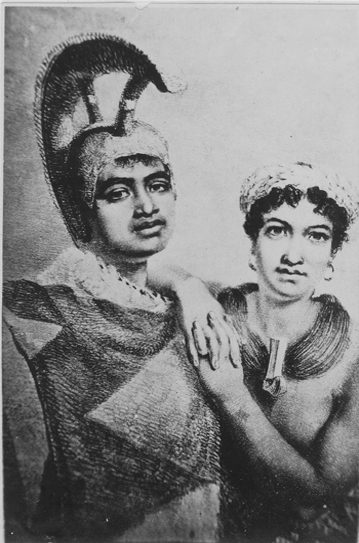
Helm der Neuzeit: „Gouverneur Boki of Oʻahu (Hawaiianische Insel) und seine Frau Liliha“, 1824, gezeichnet von John Hayter. Liliha trägt einen lei niho palaoa, einen Wal-Zahn-Elfenbein-Halsschmuck, aufgehängt an geflochtenem menschlichem Haar sowie einen Kranz aus Federn, Boki trägt einen Umhang sowie einen Helm mit Helmbusch aus Federn

- Vendelhelm („Wikingerhelm“, „Brillenhelm“ oder „Nordischer Kammhelm“) – auch Spätantike
- Nasalhelm („Normannenhelm“) – auch Spätantike
- Kassidion – evtl. schon Spätantike
- Kabuto – Helme die die Samurai mit ihrem Yoroi getragen haben
- Lamellenhelm („Awarenhelm“) – bei Turkvölkern evtl. schon Spätantike
- Großpolnischer Helm
- Karolingischer Helm
- Eisenhut
- Topfhelm („Kübelhelm“)
- Beckenhaube
- Grand Bacinet
- Hundsgugel
- Barbuta
- Schaller
- Armet
- Stechhelm
- Kolbenturnierhelm („Bügelhelm“)
- Funeralhelm

#### Frühe Neuzeit
- Cabasset
- Geschlossener Helm
- Morion
- Savoyardenhelm
- Sturmhaube
- Zischägge
- Polnische Zischägge

#### Neuzeit
- Custodian helmet
- Kaskett
- Pickelhaube
- Raupenhelm
- Stahlhelm
- Tropenhelm

### Helme der Neuzeit

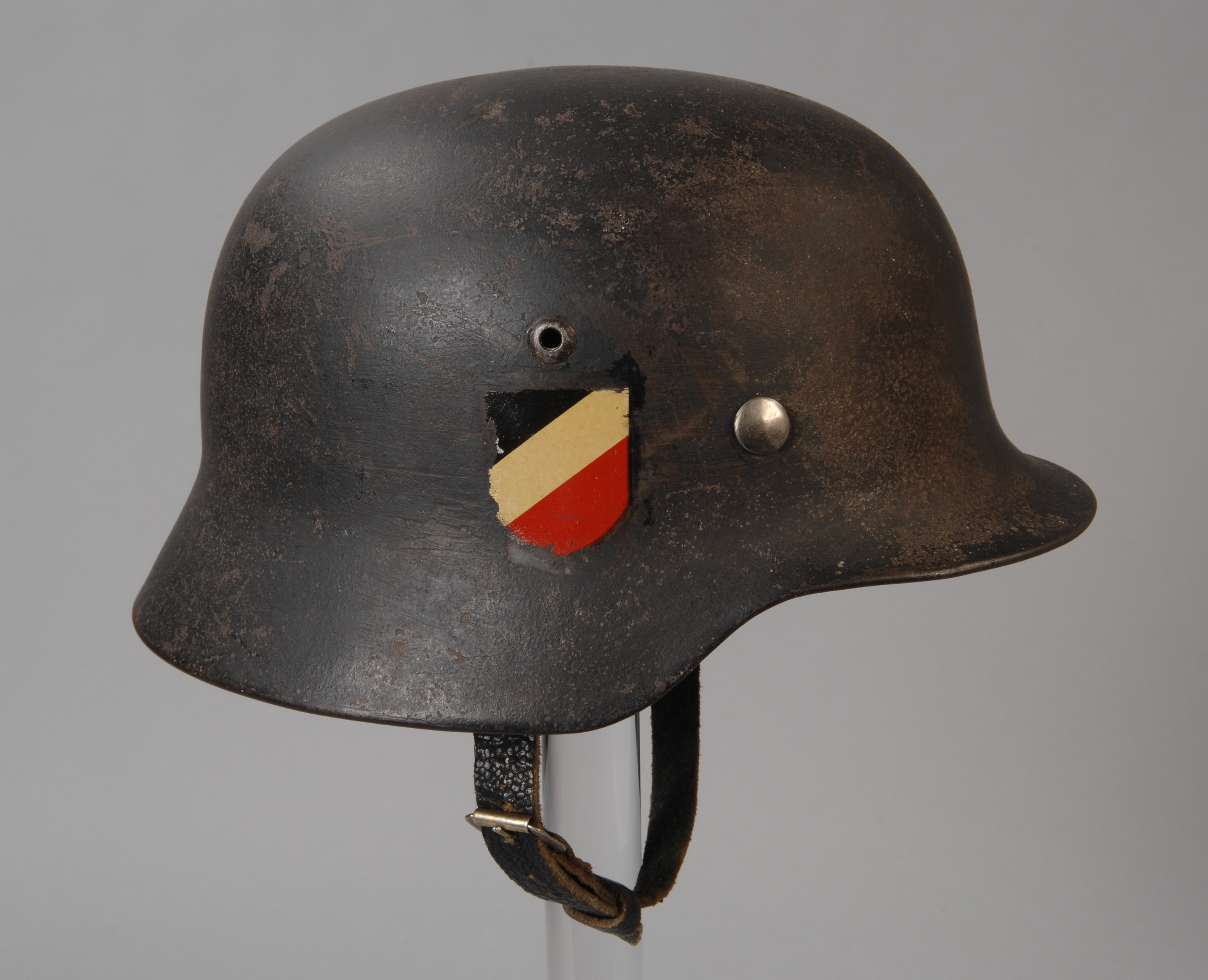
Stahlhelm M35, Ansicht der rechten Seite mit Wappenschild in den Reichsfarben Schwarz-Weiß-Rot

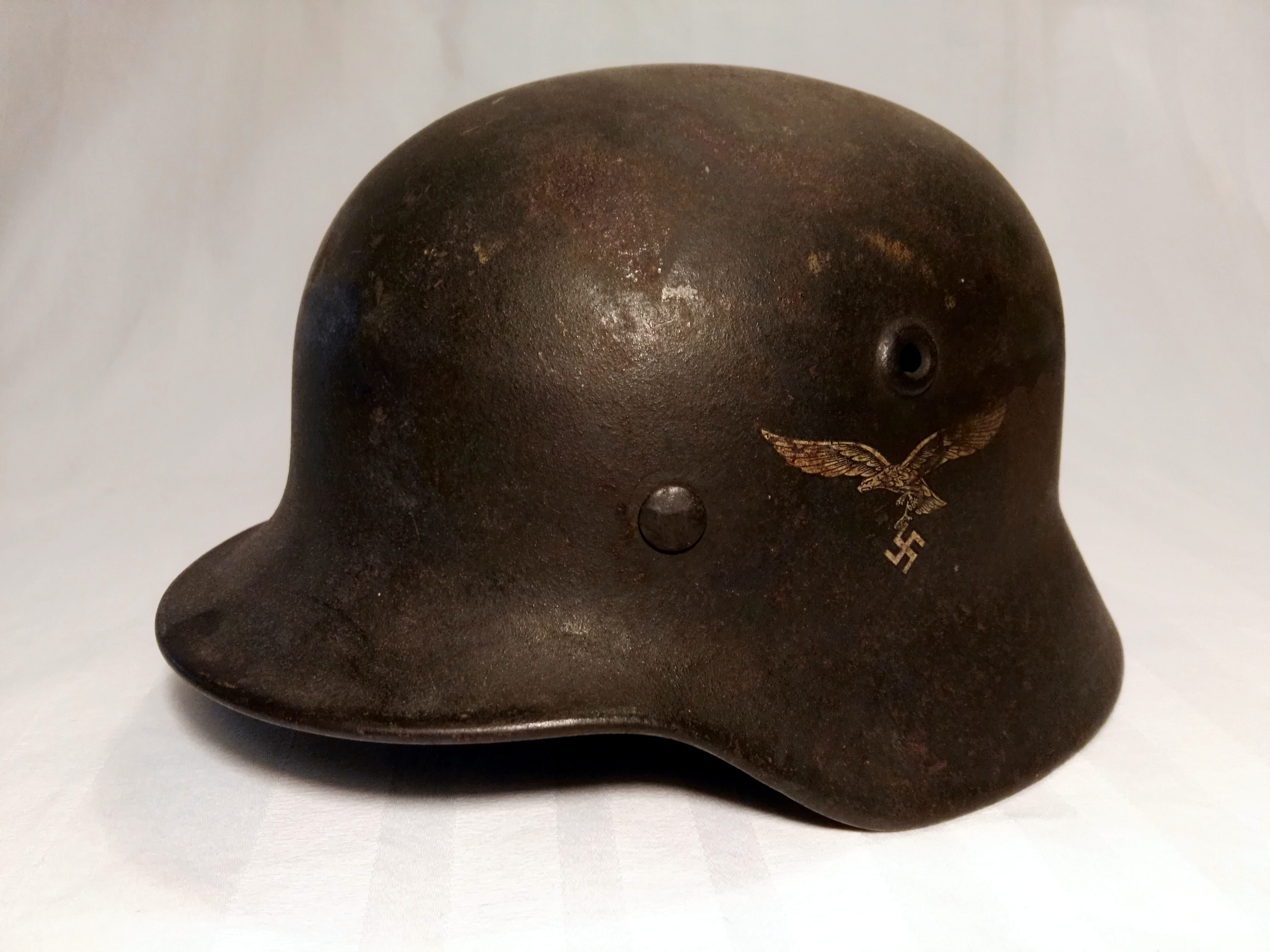
Stahlhelm M40 der Luftwaffe des Deutschen Reichs

#### Militär
Die britischen Kolonialtruppen gingen im 19. Jahrhundert dazu über, Tropenhelme zu verwenden. Diesem Beispiel folgten unter anderem die USA, die ihre auf den Philippinen stationierten Soldaten seit dem Ende des 19. Jahrhunderts ebenfalls mit derartigen Helmen ausstatteten.
Die gewaltigen Fortschritte der Waffentechnologie im Zeitalter der Industrialisierung entluden sich in den großen Schlachten des Ersten Weltkrieges. Zahlreiche Soldaten erlitten in diesem Krieg durch Granatsplitter schwerste, entstellende Kopfverletzungen, sodass ein effektiverer Kopfschutz notwendig wurde. Als erste Nation stattete Frankreich sein Heer im Jahre 1915 mit Stahlhelmen aus, kurze Zeit später Großbritannien, Deutschland erst 1916.
Die im Zweiten Weltkrieg verwendeten Helme unterschieden sich nur geringfügig von denen des Ersten Weltkrieges, doch setzte sich ab den 1980er Jahren weltweit eine Helmform durch, die deutlich an den deutschen M1935/42-Helm erinnert.

#### Moderne Gefechtshelme

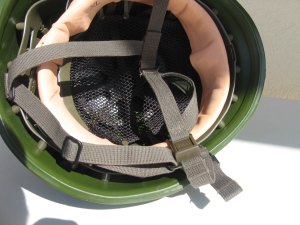
Gefechtshelm des Bundesgrenzschutzes innen

Seit den 1970er Jahren werden vermehrt verschiedene Kunstfasern für die Herstellung von Helmen verwendet. Am bekanntesten ist Aramid, das unter anderem beim Gefechtshelm der Bundeswehr verwendet wird. Aramid wird bei manchen Helmen auch für spezielle Gesichtsmasken verwendet. Einer Schwachstelle moderner Helme, dem fehlenden Gesichtsschutz, wird vermehrt durch Panzerglas begegnet, vor allem bei Sondereinheiten der Polizei und Minenräumern.
Multifunktionale Helme bieten heute oft integrierte Funkgeräte, Infrarotsichtgeräte, Multicam, einen Gehörschutz und einen Schutz vor biologischen und chemischen Waffen modular an.
Auch der PASGT-Helm der US-Armee ist ein moderner Gefechtshelm. Ähnliche Konzepte gibt es mit dem ACH (Advanced Combat Helmet), MICH, TC2001, FAST, oder dem GALEA Helm für die niederländische Armee ab 2011.

#### Zivile Nutzung
Jahrtausendelang wurden Helme in erster Linie zum Schutz vor Waffeneinwirkung getragen, sind aber auch Bestandteil der Uniform und dienten als Zierhelm. Seit dem Zeitalter der Industrialisierung ist die Zahl an spezialisierten Schutzhelmen signifikant gestiegen.
Im Zuge des technologischen Fortschritts und der immer zahlreicher werdenden speziellen Anforderungen entstanden im 19. und 20. Jahrhundert
- im Beruf: Schutzhelm, Taucherhelm, Feuerwehrhelm, Anstoßkappe, Forsthelm,
- im Verkehr: Fahrradhelm, Motorradhelm,
- Sporthelme:
  - Fallschirmspringerhelm, auch im militärischen Military Freefall
  - Radfahren: Varianten für Radrennen, Zeitfahren, Downhill (Vollvisier) und Trial
  - Paddeln: für Wildwasser evtl. mit Vollvisier, leichte mit Schirm vor der Stirn für Rodeo/Akrobatik – Helme werden mitunter mit Ohrstöpseln und Nasenklemme kombiniert
  - Unterwasserrugby: Hauben mit Kinnband und speziellem Ohrschutz
  - Fechten: Drahtgittervisier vor dem Gesicht, Textillappen als Halsschutz
  - Reiten:
  - Eislauf: Eishockey mit Gittervisier, Eisschnelllauf: nur Haube.
  - Skifahren: Für Kinder gilt in Österreich wie bei Skirennen Helmpflicht. Beim Pistenskilauf hat sich auch bei Erwachsenen der Helm durchgesetzt; für das Tragen beim Rodeln wird geworben.
  - Kletterer tragen Helme gegen Steinschlag, fallende Ausrüstung oder Anschlagen am Fels.
  - Fußball: Rugby mit Helm, Soccer ohne – Kopfball darf gespielt werden

Auch bei technischen Hilfsorganisationen wie Feuerwehr und Katastrophenschutz werden Helme eingesetzt. Die Feuerwehren verwenden traditionsgemäß eine abgewandelte Form des ersten Helms der Wehrmacht, der auch im Zweiten Weltkrieg von Feuerschutzpolizei und beim Luftschutz verwendet wurde. Weil es hier nicht auf Schutzwirkung gegen Geschossdurchschlag ankommt, wurde für die Feuerwehren aus einer Aluminiumlegierung ein Helm mit höherem Tragekomfort entwickelt. Diese Aluminiumhelme entsprechen jedoch nicht mehr modernen Anforderungen; mittlerweile gibt es Helme aus Glasfaserverbundwerkstoffen mit deutlich geringerer Wärmeleitfähigkeit als der Aluminiumhelm, dessen Helmschale sich naturgemäß stark aufheizen kann. Auch das Technische Hilfswerk, das bisher einen gelben Helm in Form eines Bauarbeiterhelmes verwendete, ist nun auf einen neuen Schutzhelm nach Art eines Gefechtshelms der Bundeswehr umgestiegen. Dieser kann zusätzliche Ausstattung aufnehmen. Grundsätzlich steht es auch Feuerwehren frei, sich für beliebige Ausführungen zu entscheiden, oft findet jedoch der traditionelle, deutsche Helm in Form der Schaller Verwendung. Der Helm soll auch die Zugehörigkeit zu einer besonderen Gruppe kennzeichnen.
Helme integrieren zunehmend zusätzliche Schutzfunktionen wie Visier, Kinnschutz, Stirnlampe, rotes Rücklicht, Reflex- und Nachleuchten, Schild für Regen- und Sonnenschutz, Kopfhörer mit Radio oder Bluetooth, Wechselsprechanlage (Motorrad, Sporttrainer), Mobiltelefonie, Lärmtilgung, Personenidentifikation – Klarsichtfach für Ausweiskarte an der Helmstirn, Mikrofon vor dem Mund, ein Paar seitlich am Kehlkopf, Kopfhörer/Lautsprecher an den Ohren, an Schädelknochen hinter den Ohren oder an Schädeldecke. Hinten und seitlich Regenwasserrinne, beim Feuerwehrhelm Nackenschutz, der fallende Glutstücke und Hitzestrahlung abweist. Aerodynamik: wenig Luftwiderstand und Auftrieb und wenig Abströmwirbel, keine Pfeifgeräüsche, Lärmdämmung, Golfballdellen, Abreißkante. Trageriemensystem, größenverstellbar (mit 3xFingern bedienbare Stellschraube am Hinterkopf), um individuelle Kopfgröße, Haarmenge und Unterziehhaube wackelfest auszugleichen. Ohrwärmer am Y-Helmriemen. Kinnriemen eventuell einhändig schließbar, mittels Ratsche justierbar. Der Kinnriemen gibt bei starker Zugkraft nach und öffnet, um Strangulation vorzubeugen. Rettungskräfte lernen eine Technik, wie der Vollvisierhelm eines verunfallten Motorradfahrers halswirbelsäulenschonend abgezogen wird.
Damit ein Helm gut vor Anprall schützt braucht er eine plastisch komprimierbare Schicht und darüber eine harte Schale, die eine punktuelle Last auf eine größere Fläche verteilt. Stürzt der Helmträger mit einer Horizontalgeschwindigkeit zu Boden, soll der Helm wenig Reibungskraft übertragen, also eine glatte, schlagzähe, eher harte Oberfläche/Schale aufweisen – Hardshell-Bauweise.
Helmfarben:
- Weißhelme – „private Zivilschutzorganisation von Freiwilligen und bezahlten Hilfsteams in Syrien, die seit 2013 im Bürgerkrieg in nicht von der Regierung kontrollierten Teilen des Landes“ agieren.[6]
- Blauhelme (vulgo) – UN-Friedenstruppen, hellblau
- In Industriebetrieben und auf Baustellen[7] tragen Arbeitende im Allgemeinen oft gut sichtbare gelbe Helme, Ranghöhere, etwa ein Polier oder Techniker häufig weiße Helme. Auch geführte Besucher erhalten oft weiße Helme. Kontrollorgane von Behörden (Arbeitsinspektorat,  Finanz) tragen in Österreich eher (hell)blau.
- Als Signalfarbe kommt bei Feuerwehr und bei Forstarbeit auch leuchtendorange vor.
- Nachleuchtende Helme haben – beleuchtet und selbstleuchtend – das typische Grünlich-Weiß von Leuchtfarbe.
- In Schlachthöfen, Lebensmittel- und Pharmaindustrie und Großküchen dominieren weiße Helme.

In zivilen Transporthubschraubern für Zubringerdienste Bohrinseln tragen zu transportierende Passagiere rote Schutzhelme, technisches Besatzungsmitglied Bordtechniker blau, Rettungskräfte SAR-Hubschrauber und Piloten neongelb – ebenso wie im Bergsteigen der führende Bergführer oder Heeresbergführer, die Steigenden meist weiß oder blau.

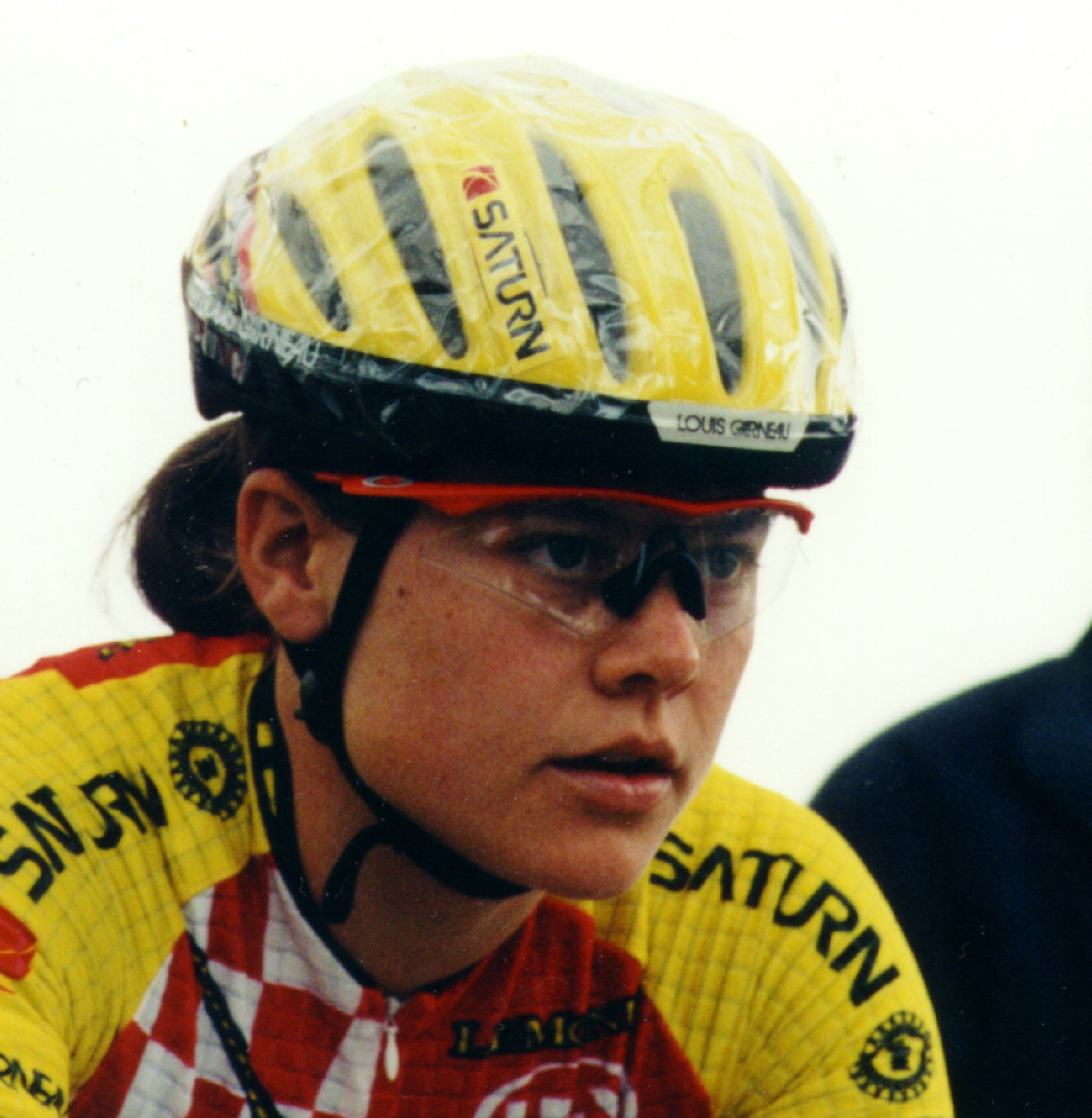
Sportlerin mit Fahrradhelm
Piktogramm „Kopfschutz benutzen“ nach ISO 7010
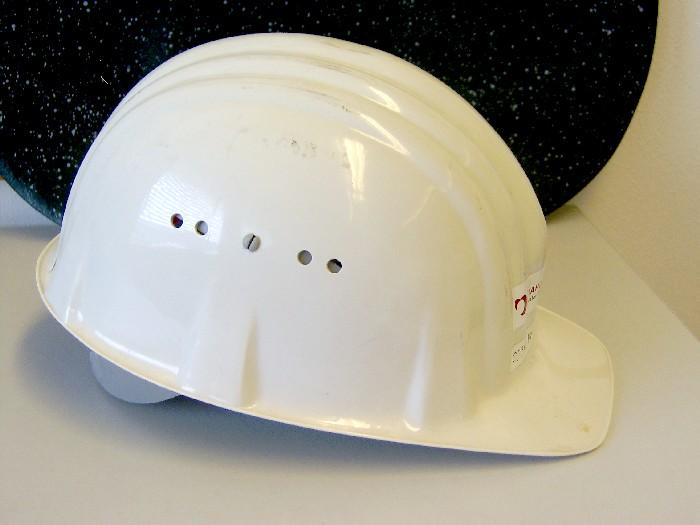
Industrieller Schutzhelm gemäß EN 397